# 強い相互作用

ヘリウム原子の原子核。2つの陽子は同じ電荷を持っているが、核力により同じところにとどまる。

原子核物理学および素粒子物理学において、強い相互作用（つよいそうごさよう、英語: strong interaction）または強い力は、強い核力の原因となるメカニズムであり、4つの既知の基本相互作用の1つである。10−15 m (1 フェムトメートル)の範囲では、強い力は電磁気の約137倍、弱い相互作用の100万倍、重力の1038倍である。強い核力は、クォークを陽子や中性子などのハドロン粒子に閉じ込めるため、通常の物質のほとんどをまとめている。さらに、強い力はこれらの中性子や陽子を結合させて原子核を作る。一般的な陽子や中性子の質量のほとんどは、強い力場のエネルギーの結果であり、個々のクォークは陽子の質量の1%程度しか提供していない。
強い相互作用は、2つの範囲で観測でき、2つのフォースキャリアにより媒介される。大きいスケール（約1-3 fm）では、陽子と中性子（核子）を結合させて原子核を形成する力（中間子が運ぶ力）である。小さいスケール（核子の半径約0.8 fm以下）では、クォークを結合して陽子、中性子などのハドロン粒子を形成する力（グルーオンにより運ばれる）である。後者の文脈では、これはしばしば色力(color force)として知られる。強い力は本来、強い力により結合したハドロンが新たに大きい質量の粒子を作るほどの強さがある。したがって、ハドロンが高エネルギー粒子に衝突すると、自由に動く放射線（グルーオン）を放出する代わりに新しいハドロンを生成する。この強い力の性質は色の閉じ込めと呼ばれ、強い力の自由な「放出」を防ぎ、実際には質量の大きな粒子のジェットが生成される。
原子核の文脈では、同じ強い相互作用（核子内のクォークを結合する力）が陽子と中性子を結合させて原子核を形成している。この能力を核力（または「強い残留力」）と呼ぶ。そのため陽子と中性子内の強い相互作用からの残留力も核を結合させる。このように、強い残留相互作用は核子間の距離に依存した振る舞いをするが、核子内のクォークを結合させるように作用している場合とは全く異なる。さらに、核融合と核分裂の核力の結合エネルギーにも違いがある。核融合は太陽や他の星のエネルギー生産の大部分を占める。核分裂は弱い相互作用を媒介とすることが多いが、放射性元素や同位体の崩壊が可能となる。人為的には核力に関連するエネルギーは、ウランやプルトニウムベースの核分裂兵器や水爆のような核融合兵器では、原子力や核兵器で部分的に放出されている。
強い相互作用は、クォークやアンチクォークなどの間で作用する、グルーオンと呼ばれる質量の無い粒子の交換により媒介される。グルーオンは、色荷と呼ばれるチャージを介してクォークや他のグルーオンと相互作用していると考えられている。色荷は電磁気のチャージ（電荷）と似ているが、1つのチャージではなく3種のチャージ（±赤、±緑、±青）がある。これにより異なる力が生じ、異なる振る舞い方となる。これらのルールは、クォーク・グルーオン相互作用の理論である量子色力学(QCD)で詳しく説明される。

## 歴史
1930年代に原子核の構成が明らかになってきたが、物理学者の間で原子核がどのように結合しているのかよくわかっていなかった。原子核は陽子と中性子から構成されており、陽子は電荷を持ち、中性子は電気的に中性であることが知られていた。当時の物理学の理解では、正の電荷は互いに反発しあい、正に帯電した陽子は原子核を飛び離れさせるはずであったが、これは観測されなかった。この現象を説明するには新たな物理学が必要であった。
陽子に相互の電磁気的反発があるにもかかわらず原子核が結合していることを説明するために、より強い引力が必要だと考えられた。この仮説上の力は「強い力」と呼ばれ、原子核を構成する陽子と中性子に作用する基本的な力であると考えられていた。
1970年代になり、陽子と中性子、および中間子は基本粒子ではなく、クォークと呼ばれる構成粒子からなることが発見された。核子間の強い引力は、クォークを結合させて陽子や中性子にするもっと基本的な力の副作用であった。量子色力学の理論では、目に見える色とは関係ないが、クォークは色荷と呼ばれるものを持つと説明されている。異なる色荷を持つクォークは強い相互作用の結果として互いに引き合い、これを媒介する粒子はグルーオンと呼ばれた。

## 強い力の振る舞い

強い力の基本結合。左から、グルーオン放射、グルーオン分裂、グルーオン自己結合。

「強い」という言葉が使われているのは、強い相互作用が4つの基本的な力の中で「最も強い」からである。1 フェムトメートル(1 fm = 10−15 メートル)以下の距離では、その強さは電磁気力の約137倍、弱い力の約106 倍、重力の約1038 倍にもなる。
強い力は素粒子物理学の標準模型の一部である量子色力学(QCD)により記述される。数学的にはQCDは、SU(3)と呼ばれる局所（ゲージ）対称変換群に基づく非アーベルなゲージ理論である。
強い相互作用のフォースキャリアは、質量の無いボソンであるグルーオンである。電磁気学の光子が中性であるのとは異なり、グルーオンは色荷を持っている。クォークとグルーオンは、ゼロにならない色荷を持つ唯一の基本粒子であり、強い相互作用に関わるのは互いにのみである。強い力は、他のクォークやグルーオン粒子とグルーオンの相互作用を表現したものである。
QCDのクォークとグルーオンはすべて強い力を介して相互作用する。この相互作用の強さは強い結合定数によりパラメータ化される。この強さは粒子のゲージ色荷（群論的特性）により変化する。
強い力はクォーク間に作用する。他のすべての力（電磁気力、弱い力、重力）とは異なり、強い力はクォークのペア間の距離が長くなっても弱くならない。極限の距離（およそハドロンの大きさくらい）に達した後は、クォーク間の距離がいくら離れても、約10,000 ニュートン(N)のままである。クォーク間の分離が大きくなると、分離したクォークを作り出すのは不可能であることから、ペアに加わるエネルギーが元の2つのクォークの間に一致する新たなペアを作る。10,000ニュートンの力に対して行われる仕事の量は、この相互作用の非常に短い距離内で粒子と反粒子のペアを造るのに十分であるという説明がなされる。2つのクォークを引き離すのに必要な系に加えられたエネルギーは、元のクォークとペアになる新たなクォークを生み出す。QCDでは、この現象はカラー閉じ込めと呼ばれる。この結果として1つ1つの自由クォークではなく、ハドロンのみが観測される。自由クォークを捜索した実験がすべて失敗したことが、この現象の証拠と考えられている。
高エネルギー衝突に関わる基本的なクォークとグルーオンは直接観測できない。この相互作用により、新たに生成されるハドロンのジェットが作られ、これは観測することができる。1つの陽子のクォークが粒子加速器実験の間にもう1つの陽子の非常に速いクォークにより衝突されたとき、クォーク・クォーク結合に十分なエネルギーが蓄積されたときに、十分な質量とエネルギーの等価性の現れとして、これらのハドロンが生成される。しかし、クォークグルーオンプラズマは観測されている。

## 強い残留力
宇宙の全てのクォークが、前述のように、距離の影響を受けずに他のクォークと引きよせ合うわけではない。色の閉じ込めにより、強い力が距離減衰なく作用するのはクォークのペアの間のみで、束縛されたクォークの集合（ハドロン）においては、全体の色荷は基本的に打ち消(cancels out)され、その結果、力の作用が限定されてしまう。故に、クォークの集合（ハドロン）はほとんど色荷を持たないように見え、強い力はハドロンの間ではほぼ無かったことになる。しかし、この打ち消しは完全とまではいかず、残留力(後述)が残る。この残留力は、距離により急激に減少し、そのため非常に短い範囲（実質的には数フェムトメートル）のものである。これは「無色」のハドロンの間の力として現れ、強い核力や、あるいは単に核力と呼ばれることもある。

陽子と中性子の間の核力（あるいは残る強い力）の相互作用のアニメーション。小さな色付き二重丸はグルーオンであり、陽子と中性子を結合しているのがわかる。これらのグルーオンは、パイ中間子と呼ばれるクォーク/反クォークの結合を保持しており、無色のハドロン間でも強い力の一部を伝達するのを助ける。アンチカラーはこの図の通りである。拡大図を見るにはここをクリック。

核力は、中間子やバリオンとして知られるハドロンの間に作用する。この「強い残留力」は作用が間接的で、まずグルーオンの集合(これは仮想的なパイ中間子とロー中間子を形作る)が送受され、それにより同一の原子核（プロチウムより大きいもの）を共にする核子の間で力が伝達される。
強い残留力は、前述の通り、強い力がクォークを結合させ陽子と中性子を構成させた後の、わずかな残り物である。同じ力であっても、中性子と陽子の間ではとても弱いものとなるが、それら核子の内部でほとんど無効化されてしまうからである。この状況は、中性原子の間に作用する電磁気力（ファンデルワールス力）が、原子核に電子を結びつけ原子を形成する電磁気力よりも、はるかに弱いことと同じである。
強い力そのものとは異なり、強い残留力は、強度の減衰があり、距離により急速に減衰する。その減少度合いは、近似的には距離の負の指数乗だが、簡単な式は知られていない（湯川ポテンシャル参照）。原子核内の陽子の間において、引力として残留力の急速な距離減衰と、斥力として電磁気力の残留力よりも 控えめな 急速な距離減衰の両方が作用していることは、大きな原子核(例えば、原子番号が82（鉛）よりも大きな全ての原子核)における不安定性の原因になる。
核力は、強い相互作用そのものよりは弱いが、(遷移によりガンマ線が生じるなど)非常に高いエネルギーを持っている。原子核の質量は、核子1つ1つの質量の総和とは有意に異なる。この質量欠損は、核力にともなうポテンシャルエネルギーによるものである。質量欠損の差が、核融合や核分裂の動力源となる。

## 統一
いわゆる大統一理論(GUT)は、電磁相互作用と弱い相互作用がグラショー・ワインバーグ・サラム模型により電弱相互作用に統一されたのと同じように、強い相互作用と電弱相互作用を1つの力の面として記述することを目的としている。強い相互作用は漸近的自由性と呼ばれる性質を持っており、強い力の強さは、より高いエネルギー（もしくは温度）で減少する。その強さが電弱相互作用と等しくなる理論化されたエネルギーが、大統一エネルギーである。しかし、この過程を記述する大統一理論は未だ成功しておらず、物理学の未解決問題として残っている。
GUTが正しければ、ビッグ・バンの後、宇宙の電弱時代の間に、電弱力が強い力から分かれたことになる。したがってこれ以前には大統一時代が存在したと考えられている。